# Maechidius amanus
Maechidius amanus är en skalbaggsart som beskrevs av Britton 1957. Maechidius amanus ingår i släktet Maechidius och familjen Melolonthidae. Inga underarter finns listade i Catalogue of Life.